# Чуан (станция метро)

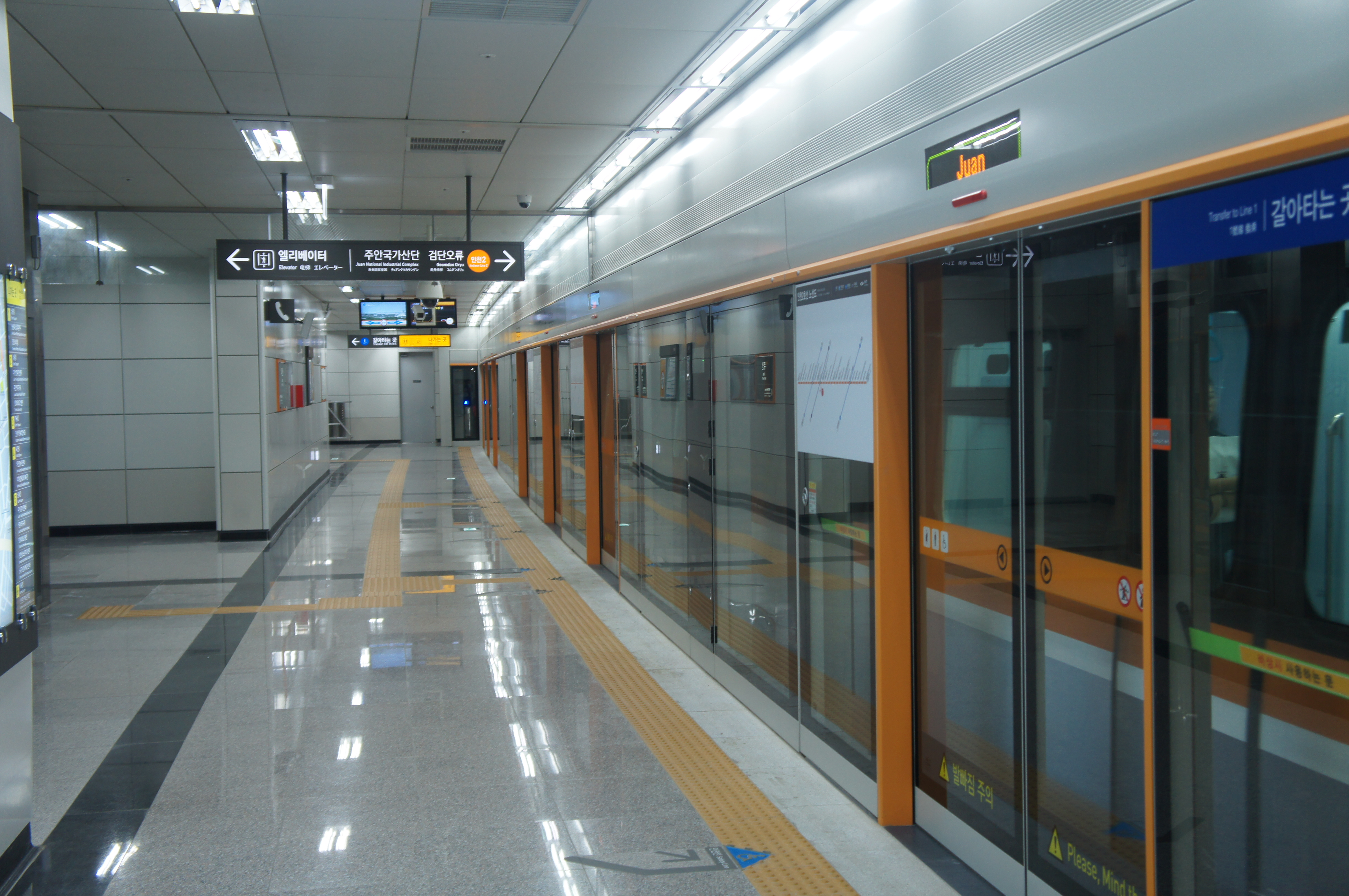
Платформа станции второй линии

«Чуан» (кор. 주안역) — пересадочная станция Единой транспортной системы Столичного региона: Сеульского метро наземная на Первой (Линия Кёнкин) линии и подземная станция Инчхонского метро на Второй линии. На Первой (Кёнкин) линии станция была открыта в составе 1-го участка, на Инчхон Второй линии — с открытием линии длиной 29,2 км (всего 27 станций). На станции установлены платформенные раздвижные двери.
Она представлена двумя боковыми платформами. Станция обслуживается Корейской национальной железнодорожной корпорацией (Korail). Расположена в квартале Чуан-5-дон района Мичухол города Инчхон (Республика Корея).
На Первой линии поезда Кёнвон экспресс (GWː Gyeongwon) и Кёнкин экспресс (GI: Gyeongin) обслуживают станцию; Кёнбусон красный экспресс (GB: Gyeongbu red express) и Кёнбусон зелёный экспресс (SC: Gyeongbu green express) не обслуживают станцию.
Пассажиропоток — на 1 линии 64 419 чел/день (на 2012 год), на Инчхон 1 линии  12 474 чел/день.